# SC-1000-Bombe

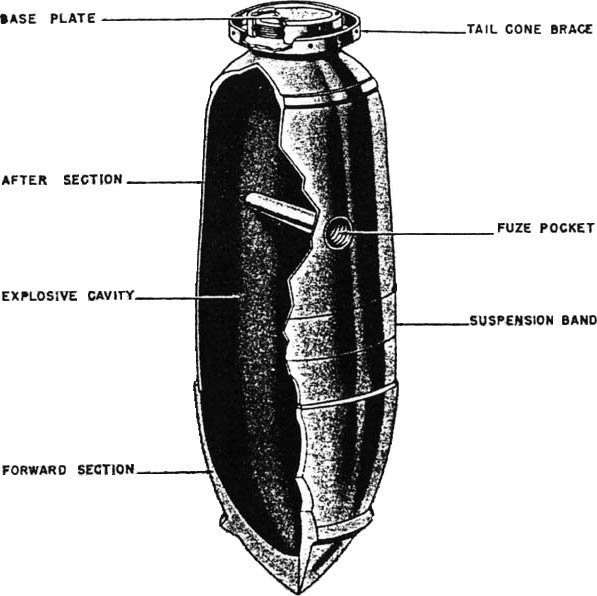
Schematische Darstellung (engl.)

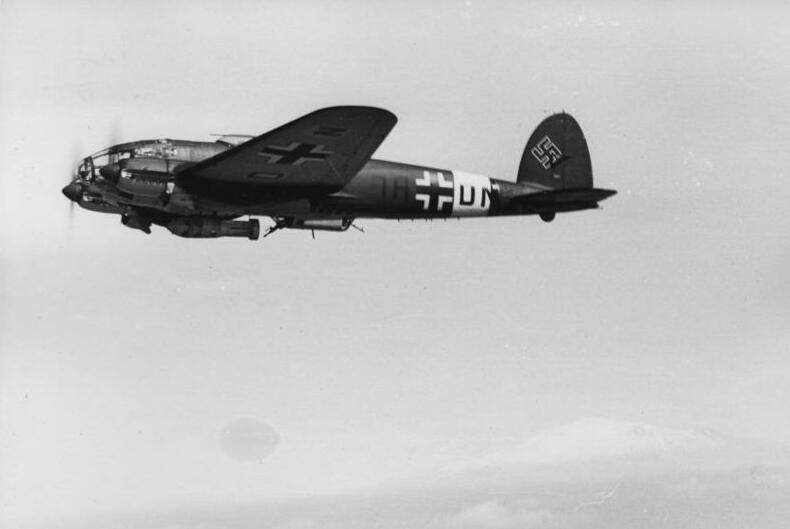
Heinkel He 111 des Kampfgeschwaders 26 mit einer SC-1000-Bombe unter dem Rumpf.

Die SC 1000 war eine Sprengbombe der deutschen Luftwaffe, die im Zweiten Weltkrieg hergestellt und eingesetzt wurde. Die Waffe war flächenstabilisiert, ungelenkt und eine von vielen Abwurfsmunitionen. 
In Großbritannien wurde sie während der Bombardierungen Londons (The Blitz) umgangssprachlich The Hermann genannt (in Anspielung auf den korpulenten Hermann Göring, Chef der Luftwaffe).
Die Bombe war mit Amatol gefüllt. Konstruktionsbedingt hatte sie eine große Stabilität: Fast 50 % des Gewichts entfielen auf die Metallbestandteile der Bombe. Sie konnte – ähnlich den Panzersprengbomben – auch gegen gehärtete Ziele erfolgreich zum Einsatz gebracht werden, da sie Panzerungen und Betonarmierungen bis zu einer gewissen Dicke durchdringen konnte, anstatt beim Aufschlag daran zu zerbrechen. 
Die SC-1000-Bombe konnte von zahlreichen Flugzeugen transportiert werden, wie etwa der Junkers Ju 87 oder der Arado Ar 234, die beide mit einer entsprechend schweren Abwurfbewaffnung ausrüstbar waren.
Es gab drei verschiedene Varianten (C, L und L2), die sich in den Abmessungen und besonders im Brisanzmaterial unterschieden.

## Technische Daten (SC 1000L)
- Gewicht: 1002 kg
- Durchmesser: 654 mm
- Länge: 2800 mm
- Sprengsatz: 530 kg